# Наша Russia
 Це стаття про телесеріал. Про кінокомедію див. Наша Russia. Яйця долі.
«Наша Rússia» (Russia («Росія») англійською вимовляється як раша) — російський гумористичний серіал виробництва Comedy Club Production, що з'явився на телеканалі ТНТ в листопаді 2006 року за участю Павла Волі та Гаріка Мартиросяна, відомі як ведучі програми Камеді клаб. Продюсери проєкту — Семен Слєпаков та Артур Джанібекян. Серіал є адаптованим російським клоном популярного англійського скетч-серіалу Little Britain. Серіал популярний у багатьох російських телеглядачів, деякі фрази з нього стали крилатими, а герої — «символами»: наприклад, Равшан і Джамшут стали символами гастарбайтерів.
Багато ЗМІ повідомили, що 19 січня 2010 креативний продюсер шоу Гарік Мартиросян оголосив, що «Наша Russia» виходити в ефір більше не буде, а аналогом заключного епізоду стане повнометражний фільм «Наша Russia. Яйця долі», який вийшов в російський прокат 21 січня 2010, проте насправді Гарик Мартиросян говорив про те, що повнометражний фільм стане фіналом історій самих героїв скетчкому, а 13 березня вийде новий п'ятий телевізійний сезон серіалу з новими містами та персонажами. Можливо, журналісти неправильно зрозуміли або не дослухали Гаріка до кінця, про що свідчить офіційне спростування Гаріка Мартиросяна та телеканалу ТНТ. Пробний випуск нового сезону серіалу був показаний 31 грудня 2010 року в 22:35 за московським часом. Офіційна прем'єра відбулася 13 березня 2011 року о 20:00 за московським часом. Зі старих персонажів залишилися Сергій Юрійович Бєляков, Жорик Вартанов і оператор Рудик, а також Славік і Дімон. П'ятий сезон продовжився 2 вересня 2011 року і закінчився 14 жовтня, нові серії поки не зняті..

## Міста і сюжетні лінії
У передачі присутні кілька сюжетних ліній. Їх наявність і зміст можуть змінюватися від серії до серії. Наприклад, сюжет про «краснодарських пацанів» спочатку ґрунтувався на придбанні ними презервативів (1-й сезон), потім місце дії було перенесено в нічний клуб, куди вони намагаються потрапити (2-й сезон), потім вони намагалися купити порнофільми, «закадрити» дівчат, пройти повз батьків, перебуваючи під кайфом (третій сезон), зайнятися сексом з дівчатами, які відпочивають в Анапі (четвертий сезон), познайомитися з московськими дівчатами (п'ятий сезон).

### Равшан і Джамшут
Москва (сезони 1-3), Сочі (сезон 4): два будівельника-гастарбайтера із Середньої Азії Равшан (Михайло Галустян) і Джамшут (Валерій Магдьяш) роблять ремонт під керівництвом свого виконроба-«начальника» (Сергій Светлаков). За сюжетом фільму гастарбайтери отримали золоті яйця Чингісхана і повернулися на батьківщину з іншими гастарбайтерами.
- В новобудові (сезони 1, 2, кінець 3-го сезону)
- В квартирі Ксенії Собчак (сезон 3)
- Олімпійське селище в Сочі (сезон 4)

Гастарбайтери практично не говорять по-російськи (Равшан — дуже погано, Джамшут — взагалі не говорить), погано знають те, що і як повинні робити. При цьому «своєю» мовою, вигаданою авторами (в одній із серії вона названа начальником «тарабарською»), з невеликими словесними включеннями з таджицької мови, також вживаючи деякі перероблені російські слова, наприклад «секаса» (секс), вони спілкуються на вельми серйозні теми, такі як мистецтво, кіно, мобільні та комп'ютерні технології, що створює додатковий комічний ефект, а в 4 сезоні, під час будівництва олімпійських об'єктів, навіть спотворюють назви спортивних ігор на вульгарний манер. Крім того, коли «начальник» ставить Равшану запитання, той його повторює декілька разів, перш ніж відповісти.
 Сезони: 1-4, фільм, серії (1-74)

### Людвиг Аристархович
Санкт-Петербург: консьєрж Людвиг Аристархович (Михайло Галустян) капостить мешканцям. Особливо любить десь напаскудити, наприклад під дверима мешканців. Основні об'єкти «брудних справ» консьєржа — докучливий професор Лев Мойсейович Звягінцев (Сергій Светлаков) (сезон 1, кінець 3-го сезону) і багата молода красуня Лілія, якій Людвиг Аристархович безуспішно бажає сподобатись. Гумор даних сюжетів будується на корисливих мотиваціях і брехні. Улюблена фраза консьєржа: «А хто-хто-хтооо це зробив?». Також висміюється традиційний стереотип Санкт-Петербурга як культурної столиці.
 Сезони: 1, 3, серії (1-8)

### Сергій Юрійович Бєляков
Таганрог: телеглядач Сергій Юрійович Бєляков (Сергій Светлаков) коментує телепередачі або просто розмовляє з телевізором (сезони 1-5). Також у 3-му сезоні він частіше дивиться телевізор з сином і завжди з'ясовує для нього що-небудь корисне.
Житель найгіршого міста в Росії (на думку авторів «Наша Russia») — міста Таганрога. Сергій Юрійович — чоловік 40 років з неохайною зовнішністю, неголений, одягнений в майку і трико. Бєляков одружений, має сина. Сергій Юрійович дуже критичний і буркотливий, вважаючи, що причиною всіх його бід є російський уряд і, зокрема, Таганрога. Незважаючи на загальну неосвіченість і невігластво Сергія Юрійовича, його зауваження часто точні і досить чітко характеризують ситуацію, яка відбувається в країні. Бєляков часто підкреслює, що він лише робоча людина, і на таких працівниках, як він, тримається вся Росія (працює Сергій живим рекламним щитом, а у деяких серіях — безробітний). Бєляков володіє добрим почуттям гумору і постійно сміється над героями передач, а також над дружиною і сином. Дружина (Юлія Сулес) у Сергія Юрійовича — жінка, яка страждає зайвою вагою та любить поїсти. Терпить насмішки чоловіка, але часто його б'є. Син у Сергія — підліток. Він курить і не особливо розумний. Сергій не любить олігархів, чиновників, даішників, уряд, сексуальні меншини, Тіматі, Малахова і заможних людей. Бєляков відстоює ідею простої російської людини, вважаючи себе таким. Любить всі передачі, пов'язані зі спортивною тематикою. Сексуальне життя у Сергія не в порядку. Він звинувачує в цьому повноту дружини і часто дивиться передачі, де є гарні дівчата, а також порнофільми, приховуючи це від неї.
 Сезони: 1—5, фільм, серії (1-96)
- Див. також Скуф.

### «ГАЗМ'ЯС» і «ГазМ'ясочка»
Омськ: футбольна команда «Омський ГАЗМ'ЯС», яка вічно програє, та її тренер-садист Геннадій Михайлович Кішельський, якого грає Михайло Галустян (ім'я тренера — різне в різних серіях). Найчастіше дістається воротареві Гатальському або нападнику Прокопенко. Зазвичай відбуваються сцени, коли тренер мало не вбиває воротаря команди Гатальського (Михайло Додзін) або штовхає Прокопенко (сезони 1, 2, 3). Іноді від тренера дістається судді (Сергій Светлаков). Також відомі випадки відривання вух на дні народження, статевих органів, виколювання очей або підгодовування «допінгом», який насправді був отрутою.
У третьому сезоні гравці «ГАЗМ'ЯСу» переодягаються в жінок і створюють жіночу футбольну команду «Омська ГазМ'ясочка», адже тренер вважав, що переодягнені мужики виграють у «грудастих дуреп». Але, тим не менше, команда знову постійно програє і вибуває з четвертого дивізіону. «ГазМ'ясочка» — це ті ж хлопці в жіночих сукнях з прізвищами Гатальська та ін (сезон 3).
ГАЗМ'ЯС використовується як пародія на російський футбол, однак був прибраний з четвертого сезону, що вийшов у другій половині 2008 року. Це було зроблено, щоб не ображати збірну Росії після успіху на чемпіонаті Євро-2008.
Сезони 1-3, серії (1-44)

### Мамонов і Пронін
Нафтосвердловинськ (вигадане місто, ймовірно алюзія Нефтеюганська): депутати Юрій Венедиктович Пронін (Сергій Светлаков) і Віктор Харитонович Мамонов (Михайло Галустян) під час дорогого і розкішного відпочинку думають про виборців, але тільки на словах, а на ділі у них все навпаки (сезони 1, 3, 4). Крім того, Юрій Венедиктович і Віктор Харитонович схильні до сексуальних збочень, у тому числі і до зоофілії. В останній серії 4 сезону було показано, що вони та рубльовські бомжі — одні й ті ж люди. Показаний тут гумор є політичною сатирою про те, як політики кажуть, що дбають про народ, а реально самі живуть в «шику».
 Сезони 1, 3, 4, серії (2,4,24-74)

### Іван Дулін і Михайлович
Челябінськ: перший у світі фрезерувальник (хоча в серіалі показано токарний верстат рожевого кольору, а не фрезерний) з нетрадиційною сексуальною орієнтацією Іван Дулін (Сергій Светлаков) страждає від любові до свого начальника Михайловича (Михайло Галустян), справжнє ім'я якого різне в різних серіях (наприклад, в день його народження його називали Ігорем Михайловичем) (сезони 1-4). Їх часто застають у двозначній незручній ситуації заступник Михайловича Геннадій Павлович або робочі Єгорович і Дмитрович (іноді один Дмитрович).
З 4 сезону Іван Дулін був призначений начальником цеху, а Михайловича понижено до фрезерувальника. У заключній серії 4 сезону Михайловича поновлено на посаді начальника цеху, а Іван Дулін був підвищений до директора заводу.
У цих героях обігрується т. зв. «Соціальний мир» між капіталістами та найманими працівниками при капіталізмі. Робітник так сильно «любить» начальника, що це переростає в гомосексуальність. В 4-му сезоні закладена сатира на свавілля начальства по відношенню до своїх підлеглих.
 Сезони: 1—4, фільм, серії (1-74)

### Славік і Дімон
Краснодар (сезони 1, 2, 3), Анапа (сезон 4), Москва (сезон 5): в різних сюжетах підлітки Славік (Сергій Светлаков) і Дімон (Михайло Галустян), проводячи дозвілля, намагаються:
- Купити презервативи (сезон 1);
- Пройти фейсконтроль в наймодніший клуб міста (сезон 2);
- Проникнувши в клуб, «замутити» з дівчатами (сезон 2, кінець 3-го сезону);
- Купити порнографічний DVD, а в другій половині сезону — знову «замутити» з дівчатами (сезон 3);
- Піти (в стані алкогольного або наркотичного сп'яніння) пограти в PlayStation до Дімона (сезон 3).
- Познайомитися з дівчатами на курорті (сезон 4).
- Познайомитися з московськими дівчатами (сезон 5).

Кожен раз Дімон боїться або соромиться зробити вирішальний крок: («Славік, я чогось очкую! Думаєш, прокатить?»), Але Славік його підбадьорює: («Та ти заспокойся, я тобі кажу! Я вже сто разів так робив!»). Але в результаті кожна їхня спроба закінчується безуспішно, через що Славік у всіх «гріхах» звинувачує Дімона: («Ну ти й лошара!»). Наприкінці 4 сезону вони все-таки досягли своєї мети і «замутили» з дівчатами, а наприкінці 5 сезону — навіть з Жанною Фріске.
 Сезони: 1—5, фільм, серії (1-96)

### Гаврилов та Ельвіра
Траса «Пенза-Копейськ»: повія Ельвіра (Сергій Светлаков) та інспектор ДАІ Гаврилов (Михайло Галустян) — кожен по-своєму заробляє гроші (сезон 2).
 Сезони: 2, серії (13-20)

### Микола Лаптєв
Вологда: важке життя дуже бідної сім'ї інспектора ДАІ, лейтенанта міліції Миколи Лаптєва (Сергій Светлаков), який ніколи не бере хабарі (сезон 2). В цьому неоднозначному сюжеті сплітається гумор і правда. Гумор полягає в тому, що в реальності все навпаки — в Росії більшість співробітників державтоінспекції Росії беруть хабарі і добре живуть, а також у тому, що майже в кожному випуску є випадок, де як раз не вистачало саме того хабаря, якого пропонували головному герою у цій серії. Жорстока правда полягає в тому, що чесному співробітникові державтоінспекції, а в багатьох випадках і інших підрозділів МВС, важко гідно жити на скромну зарплату, а їхнє щоденне служіння боргу неоціненне в суспільстві. Цей сюжет штовхає їх жити нечесно, порушувати закон, виглядає дещо знущально і є насмішкою над чесними співробітниками МВС.
 Сезони: 2, фільм, серії (9-20)

### Анастасія Кузнєцова
Іваново: офіціантка суші-бару «Бєлая Верба» Анастасія Кузнєцова (Михайло Галустян) намагається знайти собі чоловіка, попутно розбираючись із супутницями клієнтів (сезон 2). Заради того, аби спокусити чоловіка, вона готова висипати на голову суперниць попіл з попільнички чи обізвати всіх «коровами» або «сучками». Сюжетна лінія рясніє вульгарними моментами і відвертими натяками на оральний секс.
 Сезони: 2, Фільм, серії (9-19)

### Сніжана Денисівна
Воронеж: вчителька престижної школи Снєжана Денисовна (Сергій Светлаков) обманом і шантажем вимагає в учнів та їх батьків гроші на власні потреби (сезони 3, 4).
 Сезони: 3, 4, фільм, серії (21-74)

### Сифон і Борода
Рубльовка: розбещені бомжі Сифон (Харитон) (Сергій Светлаков) і Борода (Митрич) (Михайло Галустян) борсаються в смітниках олігархів (сезони 3, 4). Іноді до них в гості приходить бомж з Казанського вокзалу Колян (Валерій Магдьяш). В кінці четвертого сезону показується скетч, в якому вони стають депутатами Мамоновим і Проніним.
 Сезони: 3, 4, фільм, серії (21-74)

### Жорик Вартанов і Рудик
П'ятигорськ: ведучий місцевих новин на СевКав-ТВ (скорочено від рос. «Северный Кавказ») Жорик Вартанов (Михайло Галустян) кожен день виходить у прямий ефір, де емоційно розповідає про різні події П'ятигорська, постійно вступаючи в перепалку з оператором Рудиком (Гарик Мартиросян). Гумор заснований на доброму пародіюванні способу життя північнокавказців, їх поведінки в суспільстві, манери вдягатися і говорити, а також висміює використання відомими акторами та зірками шоу-бізнесу злодійського жаргону.
 Сезони: 4, 5 серії (45-96)

### Дронов і Єрмолкіна
Усть-Кузьмінськ (вигадане місто): Майор Єгор Сергійович Дронов (Михайло Галустян) і прониклива оперативниця Олена Єрмолкіна (Сергій Светлаков) борються зі злочинністю в рідному місті. Причому Дронов постійно вчить недосвідчену Єрмолкіну «правильному розкриттю справ», хоча це є лише перевищенням повноважень, оскільки винні впливові люди. Дронов завжди «кашляє» при згадці знайомого прізвища та місця роботи його власника. Гумор заснований на приділенні міліціонерами великої уваги дрібним злочинам і «відмазці» впливових людей та їх родичів.
 Сезони: 5, серії (75-84,96)

### Гена і Вован зНижнього Тагілузі своєювідеокамерою
Анталія: Гена (Сергій Светлаков) і Вован (Михайло Галустян) з Нижнього Тагілу відриваються по повній зі своєю відеокамерою японського виробництва на відпочинку в Туреччині. При цьому вони ведуть себе досить не по-людськи: сміються, п'ють, гуляють, псують майно готелю, ходять по вітру в басейн, приколюються над персоналом та відвідувачами турецького готелю. Постійно лаються матом, а обслуговчий персонал готелю презирливо називають «рабами». Вован практично в кожній серії перебуває в стані алкогольного сп'яніння і говорить лише одну фразу: « Тагіл!». Іноді після цього слова Гена додає «Тагіл реально рулить і розрулює». Вован часто падає на рівному місці і засинає в невідповідних місцях, а Гена його частенько підбадьорює: «Вован, красава!». Гумор даної сюжетної лінії полягає в тому, що поведінка Гени і Вована є пародією на поведінку багатьох російських туристів, що відпочивають за кордоном. І Гена, і Вован — обидва одружені, відповідно, на Тетяні і Ксенії. Також у Гени є син Діма. Зйомки проходять в готелі «Amara Dolce Vita 5 *» в місті Текірова.
 Сезони: 5, серії (75-95)

### Пилип Валентинович і Ганна Вікторівна
Новосибірськ: Пилип Валентинович (Сергій Светлаков) і Ганна Вікторівна (Людмила Князєва) — пенсіонери, які віддали 50 років життя роботі в НДІ. Всі проблеми вони вирішують за допомогою зброї (в одному епізоді машиною). Взагалі не розмовляють. В основі сюжету закладена сатира на байдуже ставлення до людей похилого віку, в скетчі міститься чорний гумор (крім першої та другої історії). До сторонніх людей і явищ ставляться вкрай агресивно, причому навіть до цілком нешкідливих. Дістається всім: сектанту, який хотів навернути їх в секту, учасникам шоу «Співмешканець-2» (пародія на «Дом-2»), кортежу важливої особи, яка заважала пенсіонерам потрапити на дачу, сусідові, який затопив їх, тощо. В одній із серій навіть згадана телепередача «Дом-2»: Пилип Валентинович прийшов на передачу і розстріляв всіх учасників шоу. У Пилипа сусід зверху такий самий пенсіонер, як і він. В кінці скетчу грає танго «Утомлённое солнце». Відомо, що у Пилипа Валентиновича є машина «Москвич-2140/2138».
 Сезони: 5, серії (75-96)

### Олександр Родіонович Бородач
Рязань: Олександр Родіонович Бородач (Михайло Галустян) — охоронець, постійно змінює місце робіт. Гаркавить, тому майже завжди сильно вимовляє літеру «р» — Борродач. Бородач — злодій, брехун, бешкетник, алкоголік та наркоман. Весь час потрапляє в кримінальні історії. Має купу друзів, які також працюють у різних місцях. Не може пропрацювати ні в одному місці більше трьох днів. Постійно користується службовим становищем і потрапляє в комічні ситуації.
Бородач має незакінчену середню освіту, про що він сам заявив в останній серії 5 сезону, в якій збирався на вечір зустрічей однокласників.
Майже завжди, коли міліціонери розповідають про шкоду який завдав Бородач того чи іншого закладу, він відповідає «Це сумно» або «Ні х*ра собі, я не в курсі, рєбята», або «Не заперечую». Часто вживає слово « хер» та похідні від нього. А допитує його міліціонери сильно ображаються, коли їх називають «мусорами».
Скетч закінчується тим, що Бородача кудись ведуть при побиттях, які використовуються на допиті. На питання міліціонерів, що ж з ним зробити, він завжди відповідає: «Зрозуміти і пробачити».
 Сезони: 5, серії (76-96)

### Валера і Вася
Москва: Футбольні фанати Вася, вболівальник пітерської «Неви» (Михайло Галустян) і Валера, уболівальник московського «Москвича» (Роман Юнусов), потрапляють до лікарні після матчу в результаті масової бійки і опиняються в одній палаті. Навіть закуті в гіпс, вони примудряються напаскудити один одному. Зрозуміло, що футбольні клуби вигадані, проте їх емблеми — явний натяк на «Спартак» і «Зеніт», вболівальники яких мають між собою неприязні стосунки. Їх обох лікує Ігор Валентинович, вболівальник «Локомотива».
 Сезони: 5, серії (78-93)

### Вадим Рудольфович і пацієнти
Московська область: У лікаря Вадима Рудольфовича (Сергій Светлаков) в одній палаті виявляються два пацієнти: Анна Сергіївна, яка лікується за рахунок держави, і Ігор Анатолійович, який лікується за свої гроші. Відповідно, ставиться він до них по-різному. Персонаж висміює ставлення держави до медицини. Примітно, що кут палати, в якому лежить Анна Сергіївна, має убогий вигляд: потріскані стіни, порослі грибком труби, електричні дроти, що висять прямо над головою, незручне ліжко, брудна підлога; інша частина, де лежить Ігор Анатолійович, — досить добре облаштована, наклеєні нові шпалери, є пластикові вікна, а в останніх серіях у нього з'являється новий плазмовий телевізор із супутниковим телебаченням. Анну Сергіївну лікують дешевими слабкими або взагалі забороненими в багатьох країнах ліками, які йдуть за рахунок держави. Сусіда по палаті лікують абсолютно протилежними ліками від Анни Сергіївни, також відомі випадки, коли його аналізи для перевірки відправляють до країн з високо розвинутою медициною (наприклад, в Німеччину). В одному з епізодів Анна Сергіївна мало не померла в результаті халатності недосвідчених студентів-практикантів, які вкололи їй препарат, використовуючи брудний шприц, підібраний з підлоги.
Сезони: 5, серії (80-95)

## Актори другого плану
- Валерій Магдьяш — Швидконогий Абелардо / Боковий суддя / бомж Колян / Джамшут
- Іон Аракела — фрезерувальник Дмитрович (1—3 сезони)
- Михайло Додзін — футболіст Гатальський (1—3 сезони)
- Борис Естрін — психолог Михайловича (2 сезон) / Геннадій Павлович (3 сезон)
- Андрій Лавров — московський міліціонер, що приходив на перевірку до Равшана і начальника (2 сезон)
- Андрій Свиридов — фейс—контролер клубу, в який намагалися пройти Славік і Дімон (2 сезон)
- Ксенія Собчак — камео (3 сезон)
- Дмитро Сичов — камео (3 сезон)
- Дмитро Аросев — один з футболістів «ГАЗМ'ЯС»
- Гарик Мартиросян — Рудик, оператор СевКав ТБ (4, 5 сезон) / камео (4 сезон)
- Руслан Аросев — футболіст Прокопенко (1, частина 2-го сезону)
- Владислав Котлярський — 36 серія, 3 сезон, епізод в Челябінську, перевіряючий з Москви в салатовій краватці (у титрах зазначений як В'ячеслав Котляровский)
- Олег Щукін, Михайло Ємельянов, Юрій Сенькович — свати в серії, де Дулін сватається до Михайловича
- Деміс Карибов — Один з міліціонерів, які постійно допитують Бородача (5 сезон)
- Роман Юнусов — уболівальник «Москвича» (5 сезон)
- Денис Михайлов — син Сергія Юрійовича Бєлякова (5 сезон)
- Павло Воля — камео (5 сезон) 80 серія
- Анфіса Чехова — камео 92 серія
- Влад Топалов — камео 96 серія

### Актори, не з'являлися на екранах і не зазначені в титрах
- Володимир Зайцев — голос за кадром, який представляє місця дії головних персонажів
- Семен Слєпаков — продюсер, що з'являється в заключній серії 4 епізоду, брав участь в озвученні
- Петро Буслов — продюсер, що з'являється в заключній серії в епізоді, брав участь в озвученні

## Музика
За час показу «Нашої Раші» в серіалі прозвучало 8 пісень:
| Назва пісні                         | Автор пісні                                       | Виконавець                          | Опис |
| ----------------------------------- | ------------------------------------------------- | ----------------------------------- | --- |
| Наша Russia                         | музика і слова: Павло Воля                        | П. Воля, А. Массалітнов             | Пісня виконується під час фінальних титрів 1-4 сезонів. У пісні також є дві менш відомі повні версії, одна виконувалася в одному з випусків «Comedy club», інша версія була записана спеціально для сольного альбому Павла Волі «Respect і уважуха», також виконується під час фінальних титрів повнометражного фільму " Наша Russia. Яйця долі ". |
| Все буде офігенно                   | музика і слова: Павло Воля                        | П. Воля                             | тема з серій про Славка і Дімоні, і також, починаючи з 5 сезону з серій про туристів Гену і Вована. |
| Таджікістонамаппппп                 | музика: Гарик Мартиросян, слова: Михайло Галустян | М. Галустян                         | пісня мами Джамшута, виконана Равшаном |
| Чорний хіп-хоп                      | музика і слова: Михайло Галустян                  | М. Галустян                         | Пісню виконує Равшан будівельникові дачі Тіматі |
| Міхалич                             | музика і слова: Сергій Светлаков                  | С. Светлаков                        | пісня Дуліна, присвячена Михаличу |
| Жельдама тюльпфана (Жовті тюльпани) | музика і слова: Ігор Ніколаєв                     | М. Галустян, В. Магдьяш             | виконувалися Равшаном і Джамшут в імпровізованому «караоке» під час будівництва в Сочі. Також згадувалася в 1-му сезоні (4 епізод). |
| А у нас Ноня ясний день             | музика і слова: народні                           | О. Щукін, М.Емельянов, Ю.Сеньковіч, | Весільна пісня. Виконують свати (фолк-артіль Слобода) в серії де Дулін сватається до Михайловичу. За народною традицією пісня співається про нинішніх жениха і наречену: «… а у нас Дулін — кавалер, а у нас Міхалич — панночка»! |
| Наша Росія — страшна сила           | музика і слова: П.Воля                            | П. Воля                             | використовується по закінченню випусків 5 сезону. |

## Цікаві факти
- Програма Наша Russia є російською адаптацією популярної програми «Маленька Британія»
- Написання імен гастарбайтерів в різних офіційних публікаціях різні. Наприклад, зустрічаються варіанти «Рафшан», «Равшан» і «Ровшан», «Джумшут», «Джамшуд», «Джамшут» і «Джумшуд» (на сайті ТНТ вони називаються Ровшан і Джумшут).
- «Мова» Равшана і Джамшута — насправді просто словесна абракадабра, ніякого відношення не має до цього таджицька, але, дійсно, що складається з грубо підібраних, з великою часткою знущань, таджицьких слів. В одній із серій Галустян рахує гроші на вірменській (сочинський діалект).
- Згідно з фільмом, Равшан і Джумшут є уродженцями міста Нубарашена. Однак у передачі рідним містом не раз згадувався Душанбе.
- Крім ролі Джамшута, Валерій Магдьяш зіграв «бистроногій Абелардо» в омському «ГАЗМЯС», бомжа Коляна, який прийшов в гості до сифонів і Бороду і бічного арбітра в 2 сезоні.
- У Челябінську немає труболиварного заводу, є тільки трубопрокатний, він називається Челябінський трубопрокатний завод (ЧТПЗ).
- У різних випусках серіалу у ролі самих себе з'являлися Дмитро Сичов та Ксенія Собчак.
- Ім'я та по батькові телеглядача з Таганрога («Сергій Юрійович») збігаються з ім'ям і по батькові Сергія Светлакова. Інший його герой, депутат Юрій Венедиктович Пронін, був названий так на честь його батька, якого теж звуть Юрієм Венедиктовичем[7].
- Реально існуючий Сергій Юрійович Бєляков — це директор Департаменту інвестиційної політики та розвитку приватно-державного партнерства Міністерства економічного розвитку Російської Федерації[8].
- У заставці Краснодара як нічний клуб знято ТК «Синьогора», насправді знаходиться на привокзальній площі в Челябінську.
- У заставці Воронежа «елітна школа» насправді є будівлею банку в Новомосковську (Тульська область)
- Стадіон «ГАЗМЯС» насправді розташований в Москві на Волгоградському проспекті і називається «Москвич».
- У Німеччині існує реальний прототип футбольного клубу «ГАЗМЯС» — це команда «Німеччина» з Форххайма, яка майже ніколи не вигравала матчі[9].
- Сергій Светлаков, який грає Рубльовського бомжа Сифона, сам живе на Рубльовці[10].
- Дмитро Сичов, якого омський «ГАЗМЯС» хотів купити, сам родом з Омська.
- У титрах не вказані виконавці ролей другого плану: Валерій Магдьяш, Михайло Додзін і Гарік Мартиросян.
- Образи героїв серіалу стали настільки популярні, що їх імена стали загальними. Так, характеристика девелопмент а провідним спеціалістом напрямки Сергієм Полонським в першій половині 2008 року звучала так:

Питання Сергію Полонському із залу: В який момент Ви усвідомили, що будете займатися будівництвом?
Відповідь Сергія Полонського: Я і зараз не усвідомлюю цього. Я не займаюся будівництвом. Дивіться хлопці, це все дурниця повна! Я збираю людей в команду, знаходжу мети, визначаю завдання, ми разом з командою шукаємо рішення і реалізуємо проєкти, а будівництво — це якщо б я фарбував стіни і керував Джамшутом і Равшаном …
— Полонський Сергій Юрійович, майстер-клас в Московській Фінансово-Промислової Академії, 2008 (56:50) 

 А думка голови ради директорів хокей ного клубу СКА Олександра Медведєва про невдалі іграх команди на початку 2009 рік а звучало так:
 СКА провалить сезон, якщо почне грати як «ГАЗМЯС» з «Нашої Раші»
— «Metro» п'ятниці 06-02-2009
- Серія 40 вперше транслювалася по телеканалу ТНТ тільки 20 грудня 2009 року, через кілька місяців після показу самої останньої 74 серії, хоча була змонтована в 2007 році. Виявилося, що 40 серія є всього лише бонусом до серіалу і складається з інакше змонтованих скетч їй 39 серії. Також присутній невеликий не показаних епізод з Челябінськ а й нові закадрові коментарі в заставці випуску. У деяких епізодів змінена кінцівка або середина.
- В магазинах Челябінська в продажу з'явилися червоні труси з вишитими на них фразами із сюжетів про Михалич і Дулін. «Гарний ти мужик, Михалич», «Я з гомосятіной зав'язав», «Давай, Ванятка, нахлобучівать» та ін[11][12].
- Офіційно заключній серією четвертого сезону є серія 62. Серії 63-74 — дайджести 1-4 сезонів.
- В кінці березня 2010 року загальноросійський громадський рух «Таджицькі трудові мігранти» направило звернення генпрокурору РФ і в Федеральну службу по нагляду у сфері зв'язку, інформаційних технологій і масових комунікацій з проханням припинити мовлення окремих сюжетів програми «Наша Russia» і продаж дисків із фільмом " Яйця долі ". Голова руху Каромат Шаріпов заявив, що трансляція деяких сюжетів передачі «Наша Russia» та фільму «Яйця долі» є розпалюванням міжнаціональної ворожнечі.[13]
- У початковій заставці сюжетної лінії про оперативників з Усть-Кузьмінська насправді використовується панорама Єкатеринбург а.
- У початковій заставці сюжетної лінії про охоронця Бородача з Рязані насправді використовується панорама Переславля-Залеського.
- У початковій заставці сюжетної лінії про Пилипа Валентиновича і Анни Вікторівни з Новосибірськ а (п'ятий сезон) насправді використовується вид Оренбург а (вулиця Чкалова, будинок ТНК-BP). Хоча в другій версії заставки (там де показують червоні багатоповерхові будинки) використовуються кадри будинків, які реально знаходяться в Новосибірськ е (будинок номер 3 і 4 на вулиці Галущака).
- Дорога в заставці про Проніна та Мамонова (Нефтескважінск) насправді веде в аеропорт міста Салехард[14], газової столиці Росії.
- У сюжеті про Дронова та Ермолкіну на стіні висить карта не Усть-Кузьмінська, а міста Красноярськ а.
- У 85 серії не було подано цензуровке слово «П*дори» в тексті Бородача. Те ж саме відноситься і до 35 серії з 3 сезону, коли Дулін знайомив Михалича зі своїми «батьками» і коли Сифон і Борода міряють одяг геїв-модельєрів.
- У 90 серії про Бородача під час допиту лунає сигнал вхідного повідомлення в Skype.
- Образ А. Р. Бородача був використаний на ювілейній грі «50 років КВН» командою XX століття.[15]
- У 79 серії Бородач називає адресу аптеки «Кржижановского 33», хоча в Рязані вулиця Кржижановского відсутня, а зоопарк насправді знаходиться в Рязанській області.
- В моментах з А. Р. Бороданів у співробітників МВС на формі є не порядки з шевронами, шеврон, який повинен бути ліворуч, нашитий праворуч, а який праворуч, нашитий зліва. А в деяких сценах шевронів немає.
- Існує 2 варіанти нумерації випусків:

| №       | Повна нумерація | Неповна нумерація |
| ------- | --------------- | ----------------- |
| 1 сезон | 1-8             | 1-8               |
| 2 сезон | 9-20            | 9-20              |
| 3 сезон | 21-44           | 21-38             |
| 4 сезон | 45-74           | 39-56             |
| 5 сезон | 75-96           | 57-78             |
| 6 сезон | 97-1??          | 79-9?             |